# Vernon Sewell
Vernon Sewell (Londra, 4 luglio 1903 – Durban, 21 giugno 2001) è stato un regista britannico.

## Filmografia

### Cinema
- L'inferno dei mari (Morgenrot), co-regia di Gustav Ucicky (1933)
- The Medium - cortometraggio (1934)
- A Test for Love - cortometraggio (1937)
- What Men Live by - cortometraggio (1938)
- Breakers Ahead - cortometraggio (1938)
- La flotta d'argento (The Silver Fleet), co-regia di Gordon Wellesley (1943)
- The World Owes Me a Living (1945)
- L'amante della morte (Latin Quarter) (1945)
- The Ghosts of Berkeley Square (1947)
- Uneasy Terms (1948)
- The Jack of Diamonds (1949)
- The Dark Light (1951)
- The Black Widow (1951)
- Trek to Mashomba (1951)
- Ghost Ship (1952)
- The Floating Dutchman (1952)
- Counterspy (1953)
- Dangerous Voyage (1954)
- Radio Cab Murder (1954)
- Where There's a Will (1955)
- Johnny You're Wanted (1956)
- Senza respiro (Soho Incident) (1956)
- Home and Away (1956)
- Rogue's Yarn (1957)
- La battaglia del V-1 (Battle of the V-1) (1958)
- Wrong Number (1959)
- Urge to Kill (1960)
- The Wind of Change (1961)
- The Man in the Back Seat (1961)
- La camera blindata (Strongroom) (1962)
- A Matter of Choice (1963)
- Strictly for the Birds (1964)
- Some May Live (1967)
- Mostro di sangue (The Blood Beast Terror) (1968)
- Black Horror - Le messe nere (Curse of the Crimson Altar) (1968)
- I mercanti di carne umana (Burke & Hare) (1972)

### Televisione
- Sailor of Fortune – serie TV, episodi 2x20 (1957)
- I gialli di Edgar Wallace (The Edgar Wallace Mystery Theatre) – serie TV, episodi 1x1 (1959)
- Kraft Mystery Theater – serie TV, episodi 1x10 (1961)
- The Human Jungle – serie TV, 5 episodi (1963-1964)
- Agente speciale (The Avengers) – serie TV, episodi 7x26 (1969)